# Гонда, Ян
Ян Гонда (14 апреля 1905, Гауда — 28 июля 1991, Утрехт) — известный нидерландский востоковед и индолог.

## Биография
После окончания школы в родном городе Гонда в 1923 году поступил в Утрехтский университет, начав с изучения греческого и латинского языков. Он посещал также лекции по арабскому языку, которые вёл Теодор Виллем Йейнболл. Со временем Гонда стал посещать семинары Виллема Каланда по санскриту и связанным с ним предметам, что и предопределило его дальнейшую научную судьбу.
В 1925 году в Утрехтском университете был учреждён специальный факультет для обучения чиновников и юристов для будущей службы в голландских колониях. Факультету требовался постоянный и хорошо подготовленный сотрудник. Таким стал Ян Гонда. В целях подготовки учёный в 1929—1931 годах изучал яванский, малайский и сунданский языки в Лейденском университете. До этого он написал диссертацию по семантическому исследованию индоевропейского корня deik-, получив в начале 1929 года докторскую степень. В 1932 году Гонда возглавил кафедру санскрита в Утрехтском университете, наследовав в этом отношении Каланду и продолжив традицию ведийских и ритуальных исследований, заложенную в Утрехте его учителем. При этом учёный, продолжавший свои исследования индоевропейских языков и Индонезии, кроме санскрита, авестийского и древнеперсидского языков взялся ещё за преподавание основ индоевропейской лингвистики, а с 1932 года вплоть до 1950 года возглавлял ещё одну кафедру, а именно кафедру малайской и яванской лингвистики и литературы. Со временем Гонда получил звание экстраординарного профессора, а в 1941 году — уже ординарного.
В целом Гонда признаётся одним из ведущих исследователей XX века в области азиатских языков, литературы и религии. Свои труды он писал на голландском, немецком и английском языках, а сфера его научных интересов простиралась от древней литературы Индонезии и Индии до сравнительной религии и филологии. Всего Ян Гонда за свою долгую карьеру написал около 70 книг и 7 томов статей. Подобно многим другим востоковедам своего поколения Гонда никогда не посещал Азию. В число его учеников входил выдающийся индолог И. А. Б. ван Бёйтенен.
Ян Гонда умер в возрасте 86 лет после выхода в свет своей последней книги «Функции и значение золота в Ведах» («The Functions and Significance of Gold in the Veda»).
Гонда оставил своё наследство Нидерландской королевской академии наук, и в 1992 году был основан Фонд Яна Гонды, названный в его честь. Фонд выделяет средства на публикации и гранты проектам, имеющим отношение к индологии, при этом размер грантов и сфера деятельности фонда определяется его прибылями. Лекции Гонды и «Gonda Indological Series» также названы в честь учёного.